# Winter-X-Games 2023
Die Winter X Games XXVII fanden vom 27. bis 29. Januar 2023 zum 22. Mal in Folge in Aspen, Colorado statt. Das Event wurde von ESPN produziert. Ausgetragen wurden jeweils sieben Freestyle-Skiing und Snowboard-Wettbewerbe. An den Wettkämpfen nahmen 89 Athleten teil.

## Resultate

### Freestyle-Skiing

#### Knuckle Huck
| Rang | Name            |
| ---- | --------------- |
|      | Jesper Tjäder   |
|      | Matěj Švancer   |
|      | Colby Stevenson |

#### Superpipe
| Rang | Name           |
| ---- | -------------- |
|      | David Wise     |
|      | Birk Irving    |
|      | Jon Sallinen   |
| 4    | Aaron Blunck   |
| 5    | Brendan MacKay |
| 6    | Simon d’Artois |
| 7    | Noah Bowman    |
| 8    | Alex Ferreira  |

| Rang | Name             |
| ---- | ---------------- |
|      | Zoe Atkin        |
|      | Rachael Karker   |
|      | Svea Irving      |
| 4    | Amy Fraser       |
| 5    | Hanna Faulhaber  |
| 6    | Dillan Glennie   |
| 7    | Brita Sigourney  |
| 8    | Sabrina Cakmakli |

#### Slopestyle
| Rang | Name            |
| ---- | --------------- |
|      | Colby Stevenson |
|      | Mac Forehand    |
|      | Ferdinand Dahl  |
| 4    | Andri Ragettli  |
| 5    | Birk Ruud       |
| 6    | Fabian Bösch    |
| 7    | Alexander Hall  |
| 8    | Evan McEachran  |

| Rang | Name             |
| ---- | ---------------- |
|      | Megan Oldham     |
|      | Mathilde Gremaud |
|      | Kirsty Muir      |
| 4    | Johanne Killi    |
| 5    | Olivia Asselin   |
| 6    | Tess Ledeux      |
| 7    | Sarah Höfflin    |

#### Big Air
| Rang | Name               |
| ---- | ------------------ |
|      | Mac Forehand       |
|      | Teal Harle         |
|      | Birk Ruud          |
| 4    | Matěj Švancer      |
| 5    | Édouard Therriault |
| 6    | Troy Podmilsak     |
| 7    | Alexander Hall     |
| 8    | Antoine Adelisse   |

| Rang | Name             |
| ---- | ---------------- |
|      | Megan Oldham     |
|      | Tess Ledeux      |
|      | Kirsty Muir      |
| 4    | Mathilde Gremaud |
| 5    | Sandra Eie       |
| 6    | Sarah Höfflin    |
| 7    | Grace Henderson  |
| 8    | Olivia Asselin   |

### Snowboard

#### Knuckle Huck
| Rang | Name                 |
| ---- | -------------------- |
|      | Marcus Kleveland     |
|      | Halldór Helgason     |
|      | Dusty Henricksen     |
| 4    | Fridtjof Tischendorf |
| 5    | Moritz Boll          |
| 6    | Dylan Alito          |

#### Superpipe
| Rang | Name             |
| ---- | ---------------- |
|      | Scotty James     |
|      | Jan Scherrer     |
|      | Valentino Guseli |
| 4    | Ruka Hirano      |
| 5    | Kaishu Hirano    |
| 6    | Ayumu Hirano     |
| 7    | Yūto Totsuka     |
| 8    | Lucas Foster     |

| Rang | Name              |
| ---- | ----------------- |
|      | Choi Ga-On        |
|      | Maddie Mastro     |
|      | Cai Xuetong       |
| 4    | Ruki Tomita       |
| 5    | Mitsuki Ono       |
| 6    | Queralt Castellet |
| 7    | Elizabeth Hosking |
| 8    | Haruna Matsumoto  |

#### Slopestyle
| Rang | Name             |
| ---- | ---------------- |
|      | Mark McMorris    |
|      | Marcus Kleveland |
|      | Mons Røisland    |
| 4    | Redmond Gerard   |
| 5    | Judd Henkes      |
| 6    | Sean FitzSimons  |
| 7    | Dusty Henricksen |
| 8    | Sven Thorgren    |

| Rang | Name                 |
| ---- | -------------------- |
|      | Zoi Sadowski-Synnott |
|      | Tess Coady           |
|      | Kokomo Murase        |
| 4    | Reira Iwabuchi       |
| 5    | Laurie Blouin        |
| 6    | Mia Brookes          |
| 7    | Anna Gasser          |
| 8    | Annika Morgan        |

#### Big Air
| Rang | Name             |
| ---- | ---------------- |
|      | Marcus Kleveland |
|      | Takeru Otsuka    |
|      | Su Yiming        |
| 4    | Mark McMorris    |
| 5    | Dusty Henricksen |
| 6    | Taiga Hasegawa   |
| 7    | Chris Corning    |
| 8    | Sven Thorgren    |

| Rang | Name                 |
| ---- | -------------------- |
|      | Reira Iwabuchi       |
|      | Zoi Sadowski-Synnott |
|      | Laurie Blouin        |
| 4    | Mari Fukada          |
| 5    | Miyabi Onitsuka      |
| 6    | Kokomo Murase        |
| 7    | Yura Murase          |
| 8    | Tess Coady           |